# Tabakswittevlieg
De tabakswittevlieg (Bemisia tabaci) is een halfvleugelig insect uit de familie witte vliegen (Aleyrodidae), onderfamilie Aleyrodinae. Het is geen vlieg maar een luizensoort verwant aan de bladluizen.
De wetenschappelijke naam van deze soort is voor het eerst geldig gepubliceerd door Gennadius in 1889.

## Voorkomen
De tabakswittevlieg is afkomstig uit India en Pakistan en werd door globalisering, vermoedelijk via sierplanten zoals Chinese roos en kerstster, geïntroduceerd in Europa.

## Bouw
De tabakswittevlieg meet ongeveer een millimeter.

## Levenswijze
De diertjes leven aan de onderzijde van bladeren, waar ze plantensap zuigen uit het floëem. Vrouwtjes verlaten de pop en leggen eitjes waarvan de larven een plaatsje op het blad zoeken. Ze voeden zich daar en verpoppen. Bij temperaturen hoger dan 20 °C verloopt deze cyclus in 22 dagen, waarvan 14 dagen als geslachtsrijp dier. Bij lagere temperaturen kan de hele cyclus tot 70 dagen duren.

## Schade
De dieren brengen door het zuigen weinig schade aan de plant toe maar kunnen tot honderd virussoorten dragen die ziekten kunnen veroorzaken bij de gastplanten.